# OLIG2
Il fattore di trascrizione degli oligodendrociti (in sigla OLIG2, Oligodendrocyte transcription factor) è fattore di trascrizione con un dominio semplice elica-ansa-elica (bHLH, basic helix-loop-helix) codificato dal gene Olig2. È uno dei tre membri della famiglia bHLH (i restanti due sono OLIG1 e OLIG3).
L'espressione di OLIG2 è prevalentemente localizzata nel sistema nervoso centrale, dove agisce sia come fattore anti-neurotrofico che neurotrofico in base ai diversi stadi dell'ontogenesi. Nello specifico, OLIG2 è espresso principalmente in aree ben precise delle regioni ventricolari del cervello e del midollo spinale (ex- lume del tubo neurale):è da questa zona che originano gli oligodendrociti e specifici tipi di neuroni. OLIG2 determina infatti la differenziazione dei motoneuroni e degli oligodendrociti; inoltre promuove la replicazione cellulare di pool staminale negli stadi iniziali del periodo embrionale.
È una proteina coinvolta principalmente in patologie come tumori cerebrali e la Sindrome di Down.

## Struttura di OLIG2
La proteina è lunga 329 aminoacidi, pesa 32 kDa e contiene un dominio bHLH che lega il DNA. Contiene inoltre diversi residui di serina che modulano indirettamente l'attività trascrizionale di OLIG2:
- Ser 10, Ser13, Ser14;
- Ser 30;
- ST-box tra Ser77 e Ser88;
- Ser147.[2][3][4][5]

## Ruolo di OLIG2 nell'umano

### Ruolo neurotrofico di OLIG2
Durante la neurogenesi la regione pMN del tubo neurale (un'area specializzata della lamina ventrale destinata a formare la radice ventrale del midollo spinale) genera sequenzialmente:
1. motoneuroni;
2. oligodendrociti.

Nello specifico OLIG2 forma inizialmente una zona ventrale di progenitori dei motoneuroni e in secondo luogo ne favorisce il "commitment" verso lo status differenziato.
In un secondo momento, durante gli ultimi stadi dell'ontogenesi, OLIG2 passa a promuovere la formazione dei precursori degli oligodendrociti e la loro differenziazione.

### Ruolo anti-neurotrofico di OLIG2
Oltre ad assumere i succitati ruoli neurotrofici (in quanto promuove sia la specificazione che la differenzizione dei motoneuroni e degli oligodendrociti), OLIG2 assume anche ruoli anti-neurotrofici in momenti molto precoci nei confronti dei progenitori pMN, favorendo il mantenimento di un pool di "rigenerazione" staminale.

### Ruolo di OLIG2 nella cancerogenesi
Questo ruolo anti-neurotrofico di OLIG2 gioca nell'adulto un ruolo più importante in tumori maligni come il glioma.

## Regolazione dell'attività di OLIG2 tramite fosforilazione
In base a quanto scoperto recentemente, la grande versatilità di OLIG2 sia come fattore neurotrofico che non risiede nel suo stato di fosforilazione. Diversi studi hanno dimostrato che OLIG2 fosforilata:
1. In Serina30 determina lignaggio delle cellule progenitrici della corteccia cerebrale(le cellule progenitrici corticali rimarranno progenitori neuronali o si potranno differenziare come astrociti);[7]
2. A livello di un motivo a tripla serina  (Ser10, Ser13 and Ser14)  modula la funzione neurotrofica di OLIG2.[8]
3. In Ser147 (questo sito è stato predetto grazie a tecniche di bioinformatica); è in grado di regolare lo sviluppo dei motoneuroni tramite il legame tra OLIG2 e NGN2.[9]
4. A livello di una STbox (composta da una stringa di 12 residui contigui di serine e treonine dalla posizione Ser77a Ser88) è in grado di attivare il fattore di trascrizione,[10]; ad ogni modo il suo ruolo è ancora da delucidare meglio nelle condizioni in vivo.[11]

## Ruolo di OLIG2 in altre specie
OLIG2 sembra anche coinvolta nell'ontogenesi del corno dei bovini. È stato l'unico gene nel locus "polled" del bovino a mostrare una esperenzione differenziale tra la gemma putativa del corno e la cute ventrale della fronte.

## Ruolo di OLIG2 nella clinica

### OLIG2 nel Cancro
OLIG2 ha una grande impatto nella ricerca oncologica, soprattutto per quanto riguarda tumori cerebrali e leucemie. È stato recentemente dimostrato che la up-regolazione di OLIG2 insieme a LMO1 e Notch1 aiuta a generare segnali di proliferazione.

#### Nei glioblastomi
OLIG2 è universalmente espressa nei glioblastomi e in altri gliomi diffusi (astrocitomi, oligodendrogliomi, oligoastrocitomi), da qui il suo ruolo di marker positivo che aiuta nella diagnosi di questi tumori.
In particolare OLIG2 è selettivamente espresso in un sottogruppo di cellule di glioma altamente tumorigeniche.
In uno studio effettuato su un modello murino con immunodeficienza severa e combinata è stato dimostrato che l'impianto di cellule tumorigeniche di glioma umane nel suo cervello ha bisogno necessariamente dell'espressione di OLIG2.
Sebbene il meccanismo molecolare che risiede alla base della tumorigenesi non sia ancora ben chiaro, diversi studi pubblicati recentemente precisano diverse evidenze e ruoli potenziali di OLIG2 nella progressione del glioma. Si pensa che OLIG2 favorisca la proliferazione di cellule staminali nervose e cellule progenitrici antagonizzando la via di segnalazione di p53 (che contribuisce potenzialmente alla progressione del glioma).
OLIG2 è stata dimostrata reprimere direttamente l'effettore della via di segnalazione dell'oncosoppressorep53, ovvero p21WAF1/CIP1. OLIG2 infatti sopprime l'acetilazione di p53 e impedisce il legame di p53 in diversi siti enhancer. È stato inoltre scoperto che la fosforilazione del motivo a tripla serina in OLIG2 è presente in diversi lignaggi di glioma e che questo fattore sia molto più tumorigenico in questa conformazione rispetto a quella non fosforilata.
In uno studio che ha utilizzato delle cellule coltivate in vitro con lignaggio cellulare U12-1 e che ha modulato l'espressione di OLIG2, è stato scoperto che:
- OLIG2 può sopprimere la proliferazione delle U12-1 transattivando il gene p27Kip1;
- OLIG2 può inibire la motilità della cellula attivando rhoA.[17][18]

#### Nelle leucemie
Oltre al glioma, OLIG2 è coinvolto nella leuchemogenesi. Il gene OLIG2 è stato infatti scoperto per la prima volta in uno studio di una leucemia linfoblastica acuta a cellule T, nella quale l'espressione di OLIG2 era elevata in seguito alla traslocazione cromosomica t(14;21)(q11.2;q22).

#### In altri tumori
Solo in seguito è stato dimostrato che la sovraespressione di OLIG2 è presente in altri tumori come: 
- il tumore alla mammella;
- melanoma;
- carcinoma polmonare a piccole cellule.[20]

### OLIG2 nelle patologie neuronali
OLIG2 è correlato anche all'insorgenza della Sindrome di Down: questo perché il suo gene si trova nel cromosoma 21 o più specificamente vicino alla regione critica della sindrome di Down a livello del suo braccio lungo. Si pensa infatti che questa regione contribuisca a generare il deficit cognitivo tipico della Sindrome di Down.
In un modello murino di trisomia 21 (topo Ts65dn) è stato dimostrato che la riduzione della sovrapproduzione di OLIG1 e OLIG2 (da 3 copie a 2) ha contribuito a ridurre la sovrapproduzione di interneuroni inibitori. Nel topo Ts65dn infatti vi è una sovrapproduzione di neuroni inibitori a livello del prosencefalo: questo può portare a degli sbilanci tra eccitazione/inibizione e a delle anormalità comportamentali.
La correlazione di OLIG2 con patologie neuronali (esempio: schizofrenia, malattia di Alzheimer) è ancora da dimostrare definitivamente, dal momento che è stato scoperto in seguito ad un esteso lavoro di elaborazione di metadati genomici la presenza di diversi SNPs in OLIG2.
OLIG2 gioca un ruolo importante anche nella riparazione in seguito a danno neuronale. Numerosi studi hanno dimostrato che il numero di cellule che esprimono OLIG2 aumenta in seguito a lesioni corticali, supportando un chiave di OLIG2 nella processo della gliosi reattiva. Infine, OLIG2 sembra giocare un ruolo fondamentale nella generazione di astrociti reattivi, probabilmente aumentando in maniera transiente i suoi livelli di espressione. I meccanismi alla base di questo processo non sono tuttavia ancora chiari.